# Cảng Hải Phòng
Cảng Hải Phòng là một cụm cảng biển tổng hợp cấp quốc gia, lớn thứ 2 ở Việt Nam sau cảng Sài Gòn, là cửa ngõ quốc tế của Việt Nam, nằm tại ba quận Hồng Bàng, Ngô Quyền và Hải An. Bên cạnh đó, cùng tên Cảng Hải Phòng (tiếng Anh: Port of Hai Phong hoặc Hai Phong Port) là một cụm cảng biển thuộc Công ty cổ phần cảng Hải Phòng tại thành phố Hải Phòng, Việt Nam. Đây là một trong hai cảng biển tổng hợp lớn và lâu đời nhất tại Việt Nam, cùng với Công ty Cảng Sài Gòn ở phía Nam. Năm 2022 và 2024, Cảng Hải Phòng lần lượt xếp hạng 28 và 32 trong danh sách 100 cảng container hàng đầu thế giới, với sản lượng thông qua đạt 5.695.839 TEUs, theo Lloyd’s List.

## Lịch sử
Cảng Hải Phòng được người Pháp xây dựng năm 1874, là nơi được sử dụng để đổ bộ và tiếp tế cho quân đội viễn chinh. Sau đó, thương cảng này được nối liền với Vân Nam, Trung Quốc bằng đường xe lửa. Đến năm 1939, cảng này thực hiện 23% khối lượng vận chuyển xuất nhập khẩu của xứ Đông Dương.
Ngày 21 tháng 3 năm 1956, Cảng Hải Phòng là một xí nghiệp do Ngành vận tải thủy phụ trách và quản lý. Ngày 10 tháng 7 năm 1965, Cảng Hải Phòng là xí nghiệp trực thuộc Cục vận tải đường biển. Ngày 28 tháng 11 năm 1978, Cảng Hải Phòng trực thuộc Tổng cục đường biển. Ngày 29 tháng 4 năm 1995, Cảng Hải Phòng trực thuộc Tổng công ty Hàng hải Việt Nam. Ngày 12 tháng 10 năm 2007, Cảng Hải Phòng chuyển sang hoạt động theo mô hình Công ty TNHH Một thành viên Cảng Hải Phòng trực thuộc Tổng công ty Hàng hải Việt Nam. Ngày 1 tháng 7 năm 2014, Cảng Hải Phòng chuyển sang hoạt động theo mô hình Công ty cổ phần.

## Thông số kỹ thuật
Cảng Hải Phòng hiện nay có 52 bến cảng lớn nhỏ chính thức thuộc hệ thống cảng biển Việt Nam bao gồm các khu bến cảng chính sau:
1. Cảng Vật Cách: Xây dựng năm 1965, ban đầu là những dạng mố cầu, có diện tích mặt bến 8x8 mét,cảng có 5 mố cầu bố trí cần trục ôtô để bốc than và một số loại hàng khác từ sà lan có trọng tải từ 100 đến 200 tấn.
2. Cảng Hải Phòng – cụm cảng Hoàng Diệu (khu cảng chính, hay còn gọi tắt là cảng Hoàng Diệu, trước gọi là Bến Sáu Kho) trên sông Cấm: cảng bốc xếp và vận chuyển hàng rời đầu tiên của miền Bắc, ra đời vào năm 1874,  chủ yếu phục vụ nội địa. Khu cảng này thuộc quyền sở hữu của Công ty Cảng Hải Phòng, có 11 cầu tàu, độ sâu trước bến là -8.4 mét; hệ thống kho rộng 31320 mét vuông, hệ thống bãi rộng 163 ngàn mét vuông. Từ tháng 7 năm 2025, do quy hoạch đô thị, cảng này dần dời ra xa trung tâm thành phố, thu hẹp và chuyển đổi dần thành khu đô thị xanh. Tới thoi điểm tháng 8 năm 2025, khu cảng này còn lại 7 cầu tàu, hệ thống bãi giảm dần còn 150 ngàn mét vuông.
3. Cảng Hải Phòng – cụm cảng Chùa Vẽ (gọi tắt là cảng Chùa Vẽ) trên sông Cấm: từng là cảng container chuyên dụng quốc tế đầu tiên của khu vực phía Bắc, bắt đầu hoạt động năm 1993, có 5 cầu tàu, hệ thống bãi rộng 205 ngàn mét vuông, được xây dựng theo quy chuẩn Nhật Bản. Sau ngày 15/07/2025, cảng này sáp nhập với cảng Hoàng Diệu tạo thành cụm cảng Hoàng Diệu Chùa Vẽ, thuộc quyền sở hữu của Công ty Cảng Hải Phòng.
4. Cảng Hải Phòng – cụm cảng Đình Vũ - Tân Vũ (gọi tắt là cảng Tân Vũ) trên sông Cấm: đây là hai cảng riêng biệt liền kề nhau, đều thuộc sở hữu của Càng Hải Phòng, trong đó cảng Đình Vũ hoạt động năm 2002 với hai cầu bến và cảng Tân Vũ họat động năm 2008 với 5 cầu tàu. Là cảng container chuyên dụng, Tân Vũ hiện là đơn vị sản xuất trọng điểm của Cảng Hải Phòng chuyên dụng container, có độ sâu luồng là -8.5m và độ sâu trước bến là -11m, với bãi chứa hàng dó diện tích 550 ngàn mét vuông. Cùng với một công ty anh em khác là VIMC Đình Vũ cạnh bên với 1 cầu tàu chuyên dụng, các cảng Đình Vũ – Tân Vũ – VIMC Đình Vũ tạo thành cụm Tân Vũ với 8 cầu bến, là cụm cảng sông chuyên hàng container lớn nhất Hải Phòng hiện nay.
5. Khu bến Đình Vũ và Nam Đình Vũ: có thể tiếp nhận tàu trọng tải 10 nghìn - 20 nghìn DWT
Cảng gồm 8 cầu tàu bê tông cốt thép, 2 cầu đang xây dựng trong đó có 1 bến nghiêng;
Kho có diện tích 70.232 m², bãi chứa hàng có diện tích 39.000 m²;
Thiết bị bốc dỡ: có cẩu cố định và di động 10 - 50 - 70 tấn, có xe nâng, hạ hàng, băng chuyển tải và cẩu xếp dỡ công ten nơ;
Độ sâu trung bình của mực nước là 7 m;
Có đường sắt vào các cầu tàu số 8 - 9 - 10 - 11.
Khả năng xếp dỡ: từ 3,5 đến 4,5 triệu tấn/năm. Đang tăng cường khả năng xếp dỡ hàng hóa và công ten nơ lên 7 triệu tấn/năm.
6. Khu bến sông Cấm: 5.000 - 10.000 DWT
7. Khu bến Diêm Điền (huyện Thái Thuỵ, tỉnh Thái Bình)[3]: 1.000 - 2.000 DWT
8. Cảng Thủy sản
9. Cảng Đoạn Xá: chuyên hàng gỗ nguyên, gỗ khối
10. Cảng Hải An: Hiện có 1 cầu tàu dành cho làm hàng container
11. Cảng Lạch Huyện: Những năm 2013 - 2018, quá trình phát triển khu vực Hải Phòng bao gồm việc xây dựng đảo Lạch Huyện, được nối với đất liền bằng một cây cầu, nằm cách trung tâm thành phố Hải Phòng khoảng 40 km về phía Đông. Đến 2018, cảng HICT là cảng liên doanh đầu tiên ra đời ở khu vực này. Năm 2024, Công ty TNHH Cảng quốc tế TIL Hải Phòng – liên doanh giữa Cảng Hải Phòng và Tập đoàn vận tải biển Địa Trung Hải (MSC), là tập đoàn tàu thương mại lớn nhất thế giới – ra đời và bắt đầu vận hành bến số 3 và số 4 tại khu vực cảng Lạch Huyện vào năm 2025. Cùng thời điểm, bến 5 – 6 cũng được công ty Hateco đưa vào hoạt động. Từ tháng 8 năm 2025, Chính phủ Việt Nam cho phép cụm cảng Lạch Huyện tiếp nhận tàu có trọng tải đến 165.000 DWT.[4]

## Quy hoạch
Đầu năm 2025, dự án Hành lang Côn Minh – Lào Cai – Hà Nội – Hải Phòng được Trung Quốc và Việt Nam công bố, với mục tiêu biến Hải Phòng thành khu vực thương mại tự do và trung tâm trung chuyển của khu vực, đồng thời phát triển các tuyến đường sắt mới kết nối Trung Quốc với thủ đô Hà Nội của Việt Nam, điểm cuối tại cảng Lạch Huyện.
Bên cạnh đó, khu vực sông Cấm cũng được nạo vét để tăng diện tích vũng quay, và độ sâu tiếp nhận cho các cảng sông, dẫn đến việc nâng khả năng tiếp nhận tàu cho các cảng từ 48,000 DWT – 55,000 DWT, trong đó cảng Tân Vũ và cảng Đình Vũ của Công ty Cảng Hải Phòng có thể tiếp nhận cao nhất là 55,000 DWT. Ngoài ra, còn có bến Nam Đồ Sơn chuyên dùng cho an ninh quốc phòng.

## Các cảng khác ở Hải Phòng
Cũng ở Hải Phòng, ngoài các cảng trên, còn có hơn 40 bến cảng khác với các chức năng khác nhau, như vận tải chất hóa lỏng (xăng, dầu, khí đốt), bến cảng đóng tàu, bến cho tàu vận tải đường sông nhỏ có trọng tải 1-2 tấn ("tàu chuột"). Các cảng này do nhiều công ty khác nhau quản lý và khai thác.